# Orthomene hirsuta
Orthomene hirsuta är en tvåhjärtbladig växtart som först beskrevs av Krukoff och Moldenke, och fick sitt nu gällande namn av Rupert Charles Barneby och Krukoff. Orthomene hirsuta ingår i släktet Orthomene och familjen Menispermaceae. Inga underarter finns listade i Catalogue of Life.